# Клеймёнов, Иван Терентьевич
Ива́н Тере́нтьевич Клеймёнов (30 марта [11 апреля] 1899, Сурава, Тамбовская губерния — 10 января 1938, Москва) — один из организаторов и руководителей разработок ракетной техники в СССР, военинженер 1-го ранга. Герой Социалистического Труда (1991, посмертно). Расстрелян в 1938 году, реабилитирован посмертно.

## Биография
Родился в селе Старая Сурава Тамбовской губернии (ныне — село Сурава в Тамбовском районе Тамбовской области). Русский.
В мае 1920 года, после окончания ускоренного курса Военно-хозяйственной академии РККА, был направлен в распоряжение Чусоснабарма Юго-Западного фронта, где прослужил до конца гражданской войны. Член РКП(б) с 1919 года.
В 1921 году поступил на математическое отделение физико-математического факультета московского университета. В 1923 году по командировке Московского комитета партии был направлен в Военно-воздушную академию им. Н. Е. Жуковского, инженерный факультет которой окончил в 1928 году.
Окончив академию, Клеймёнов получил назначение начальником Мастерских НИИ ВВС. В 1930—1932 годах — заместитель начальника инженерного отдела Советского представительства в Германии (Берлинского торгпредства).
В декабре 1932 — сентябре 1933 годов начальник Ленинградской Газодинамической лаборатории, где вместе с Владимиром Артемьевым и Георгием Лангемаком стал заниматься разработкой ракетных снарядов на бездымном порохе для самолётов и многоствольных миномётов. В 1933—1937 годах — начальник (с октября 1933 года — директор) Реактивного научно-исследовательского института (НИИ № 3).
В 1937 году И. Т. Клеймёнов и главный инженер Г. Э. Лангемак были представлены к правительственным наградам за разработку новых типов вооружения, а 2 ноября 1937 года они были арестованы. Клеймёнов был включен в Сталинский расстрельный список за 3 января 1938 года («Москва-центр») по 1-й категории («за» Жданов, Молотов, Каганович, Ворошилов) Военной коллегией Верховного суда СССР 10 января 1938 года осужден к ВМН  по ст. 58-6 («шпионаж»), 58-7 («вредительство»), 17-58-8 («террор»), 58-11 («участие в антисоветской террористической организации») УК РСФСР (следственное дело № Р2020 (13630)). В тот же день, 10 января 1938 года,  И. Клеймёнов был расстрелян в группе осужденных ВКВС СССР.   Место захоронения  — спецобъект НКВД «Коммунарка».
11 июня 1955 года по определению № 4н07119/55 Военной Коллегии Верховного Суда СССР было отменено постановление ВКВС СССР от 10 января 1938 года, и дело прекращено за отсутствием состава преступления. И. Клеймёнов был полностью реабилитирован посмертно.

### Семья
С 1918 года был женат на Маргарите Константиновне Левицкой (03.03.1900—23.11.2000), дочери революционера Константина Осиповича Левицкого (1868—1919) и издательского работника Евгении Григорьевны Френкель (в замужестве Левицкой, 1880—1961), которая была одним из первых читателей романа М. А. Шолохова «Тихий Дон» и способствовала его публикации в издательстве «Московский рабочий», где служила заведующей отделом; состояла в переписке с М. А. Шолоховым; заведовала библиотекой МК ВКП(б) до 1937 года, когда был арестован её зять; сестра З. Г. Френкеля, племянница А. Н. Баха.

## Награды
Официальное признание Иван Терентьевич Клеймёнов и другие участники создания знаменитого реактивного оружия Второй мировой воины — реактивного миномёта «Катюша» — получили только в 1991 году. Указом Президента СССР М. С. Горбачёва от 21 июня 1991 И. Т. Клеймёнову, Г. Э. Лангемаку, В. Н. Лужину, Б. С. Петропавловскому, Б. М. Слонимеру и Н. И. Тихомирову посмертно было присвоено звание Героев Социалистического Труда.

## Память
- Именем Клеймёнова назван кратер на обратной стороне Луны.[13]
- Имя Клеймёнова носит переулок в его родном селе Сурава.
- В фильме 2007 года «Королёв» роль Клеймёнова сыграл Роман Мадянов.